# فرنسيس توماس هيرلي
فرنسيس توماس هيرلي (بالإنجليزية: Francis Thomas Hurley)‏ هو طيار أمريكي، ولد في 12 يناير 1927 في سان فرانسيسكو في الولايات المتحدة، وتوفي في 10 يناير 2016 في أنكوريج في الولايات المتحدة.